# Georg III. (Brieg)

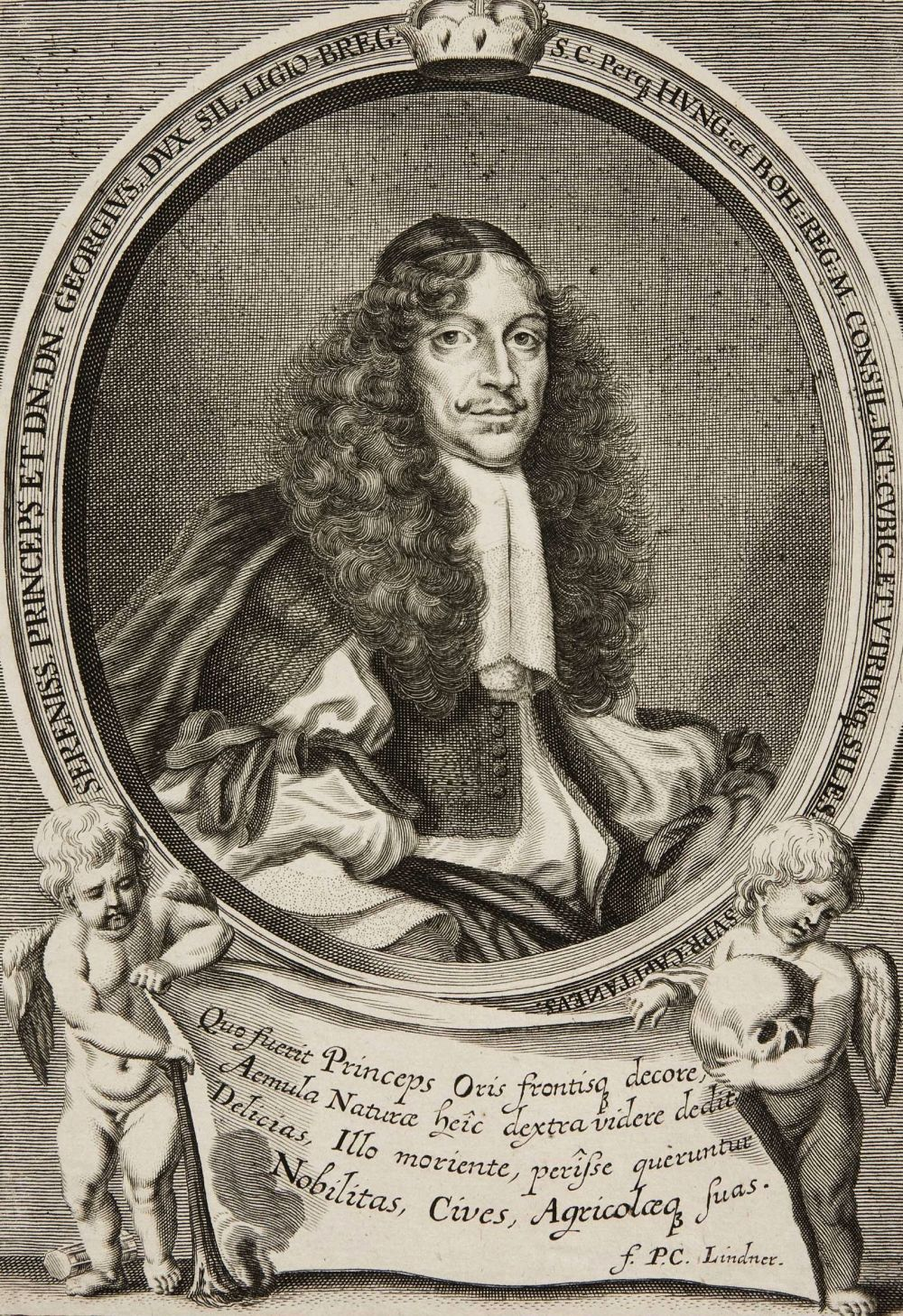
Georg III. von Brieg

Georg III. von Brieg (tschechisch Jiří II. Břežko-Lehnický, polnisch Jerzy III brzeski; * 4. September 1611 in Brieg; † 4. Juli 1664 ebenda) war 1637–1639 Statthalter von Brieg und anschließend bis 1653 in gemeinschaftlicher Regentschaft mit seinen Brüdern Ludwig und Christian Herzog von Brieg. Nach der 1653 erfolgten Erbteilung fiel ihm Brieg zu, das er bis zu seinem Tod allein regierte. 1663–1664 war er zudem Herzog von Liegnitz, das er 1663 von seinem Bruder Ludwig geerbt hatte. Nach dem Tod des Herzogs Heinrich Wenzel von Bernstadt 1639 bekleidete er das Amt des Oberlandeshauptmanns von Schlesien.

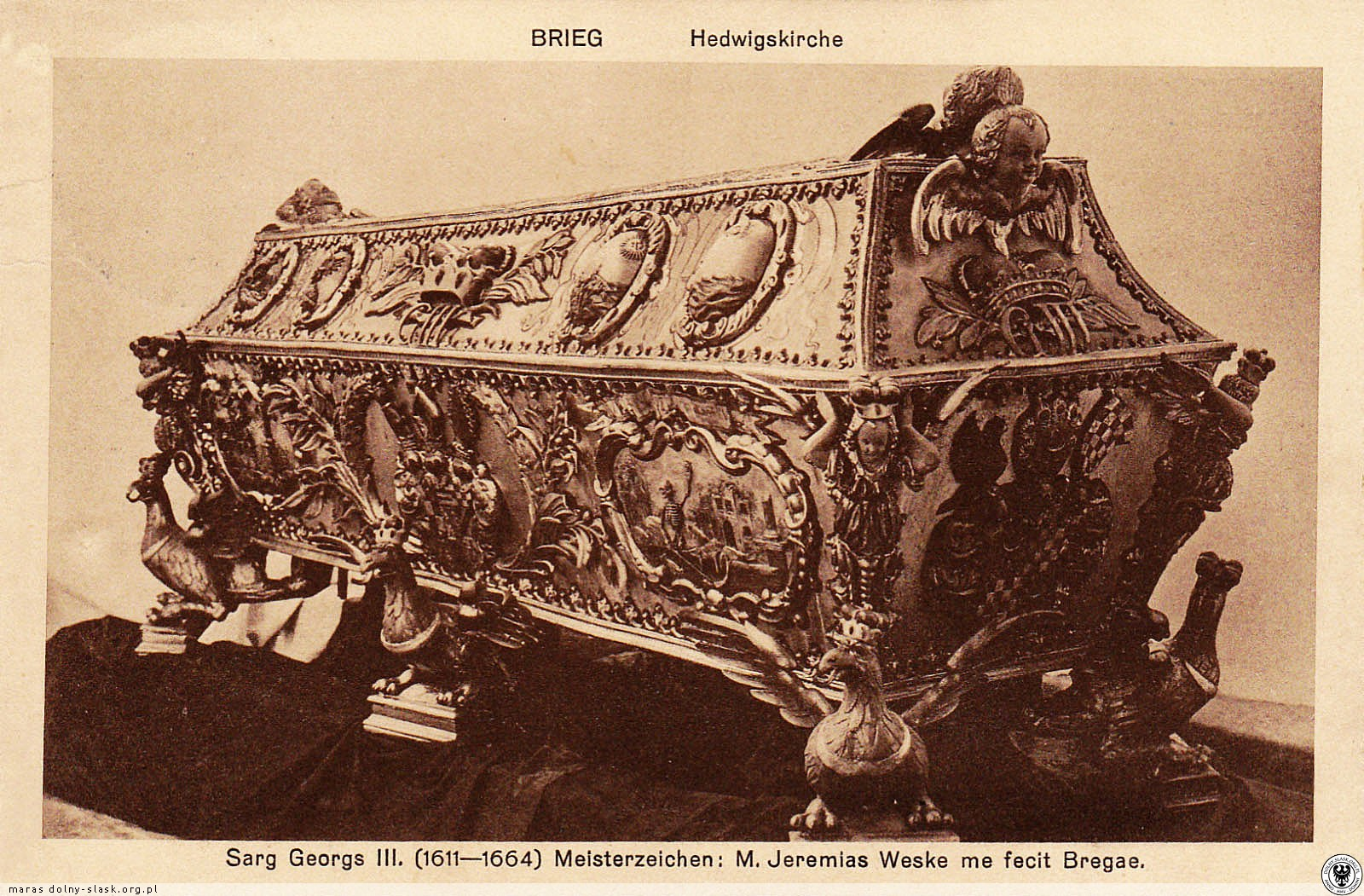
Sarg des Herzogs Georg III. von Brieg. Ein Werk des Brieger Zinngießers Jeremias Weske.

## Herkunft und Familie
Georg III. war der älteste Sohn des Brieger Herzogs Johann Christian und dessen erster Frau Dorothea Sybille, die eine Tochter des Kurfürsten Johann Georg von Brandenburg war.
Am 23. Februar 1638 vermählte er sich in Bernstadt mit Sophie Katharina (1601–1659), einer Tochter des Herzogs Karl II. von Münsterberg und der Elisabeth Magdalena von Brieg. Elisabeth Magdalena war eine Schwester von Georgs Großvater Joachim Friedrich und damit seine Großcousine. Dieser Ehe entstammte Dorothea Elisabeth (1646–1691), die am 13. Oktober 1663 Fürst Heinrich von Nassau-Dillenburg heiratete. 
Am 19. Oktober 1660 heiratete Georg III. in zweiter Ehe Elisabeth Marie Charlotte von Pfalz-Simmern (1638–1664), Tochter des Fürsten Ludwig Philipp von Pfalz Simmern und Nichte des früheren böhmischen Königs Friedrich V. von der Pfalz, die zwei Monate vor Georg starb. Diese Ehe blieb kinderlos.

## Leben
Nach der Flucht seines Vaters Johann Christian 1633 nach Thorn wurden auch Georg und sein jüngerer Bruder Ludwig IV., die sich zum Studium im Ausland befanden, dorthin beordert, wo sie die weitere Entwicklung abwarten sollten. Nachdem am 11. Juli 1634 die evangelischen Stände den abwesenden Herzog Johann Christian zum Direktor des Schlesischen Fürstentages wählten, kehrte die Familie nach Brieg zurück. Im selben Jahr wurde Georg als ranghöchstes Mitglied einer Delegation von seinem Vater zu Verhandlungen nach Dresden geschickt. Als der Vater Anfang Januar 1635 neuerlich ins Exil nach Thorn ging, ließ er Georg und dessen jüngeren Bruder Ludwig in Brieg zurück. 
Um seinem Sohn Georg III. das Fürstentum Brieg zu sichern, teilte Johann Christian von Thorn aus dem Kaiser Ferdinand II. schriftlich seine Unterwerfung mit, die er am 20. September 1635 in der erforderlichen Form wiederholte. An seiner statt durfte Georg das Handgelöbnis beim Kaiser ablegen. Durch die geleistete Huldigung konnte Johann Christian sein Herzogtum Brieg behalten, dessen Verwaltung er nun seinem Sohn Georg übertrug. 1637 ernannte er diesen auch zu seinem Statthalter.
Nach dem Tod des Vaters Johann Christian 1639 erbten Georg III. und seine beiden jüngeren Brüder Ludwig IV. und Christian das Herzogtum Brieg sowie Ohlau, das testamentarisch jedoch ihrer Mutter als Wittum zugewiesen wurde. Sie regierten ihren Besitz zunächst gemeinsam. Eine Teilung lehnten sie vorerst ab, da ihr relativ kleines Erbe zusätzlich mit einer Abfindung für die von der Nachfolge ausgeschlossenen Geschwister aus der zweiten Ehe des Vaters belastet war. Erst nachdem ihnen 1653 nach dem Tod ihres kinderlos verstorbenen Onkels Georg Rudolf das Herzogtum Liegnitz mit Wohlau zufiel, teilten sie den Besitz. Georg erhielt Brieg, Ludwig Liegnitz und Christian Wohlau und Ohlau. 
Bereits 1649 wurde Georg durch den Fürsten Johann Georg II. von Anhalt-Dessau in die Fruchtbringende Gesellschaft aufgenommen. An den Feierlichkeiten nahm auch Friedrich von Logau teil, der als Hofrat am Hof von Georgs Bruder Ludwig IV. wirkte. Nachdem 1660 alle drei Brüder noch ohne männliche Nachkommen waren, bemühte sich Georg III. bei seinem Landesherrn, dem böhmischen König Leopold I., um eine Erweiterung des Erbfolgerechts auch auf die Töchter, erhielt hierfür jedoch keine Zusage. 
Nach dem Tod seines Bruders Ludwig 1663 erbte Georg III. das Herzogtum Liegnitz. Nach seinem nur ein Jahr später erfolgten Tod fielen Brieg und Liegnitz an den jüngsten Bruder Christian, der dadurch die Liegnitzschen Teilfürstentümer in einer Hand vereinen konnte. Das Amt des Landeshauptmanns wurde an den Breslauer Bischof Sebastian von Rostock übertragen. Damit wurde die auf Druck der Stände 1608 gelöste Verbindung zwischen Bischofsamt und Oberlandeshauptmann aufgegeben.